# Vista Hermosa, Ayutla de los Libres
Vista Hermosa är en ort i Mexiko.   Den ligger i kommunen Ayutla de los Libres och delstaten Guerrero, i den södra delen av landet, 270 km söder om huvudstaden Mexico City. Vista Hermosa ligger 1 431 meter över havet och antalet invånare är 145.
Terrängen runt Vista Hermosa är huvudsakligen lite bergig. Vista Hermosa ligger uppe på en höjd. Runt Vista Hermosa är det ganska tätbefolkat, med 58 invånare per kvadratkilometer. Närmaste större samhälle är Ayutla de los Libres, 13,9 km väster om Vista Hermosa. I omgivningarna runt Vista Hermosa växer huvudsakligen savannskog.